# Sylvia Ashley
Sylvia Ashley, nascida Edith Louisa Hawkes (Paddington, 1 de abril de 1904 — Los Angeles, 29 de junho de 1977) foi uma modelo e atriz inglesa. Foi casada (entre outros) com Douglas Fairbanks e Clark Gable.